# Goodnight (Misuri)
Goodnight es una villa ubicada en el condado de Polk en el estado estadounidense de Misuri. En el Censo de 2010 tenía una población de 18 habitantes y una densidad poblacional de 9,72 personas por km².

## Geografía
Goodnight se encuentra ubicada en las coordenadas 37°27′7″N 93°13′48″O / 37.45194, -93.23000. Según la Oficina del Censo de los Estados Unidos, Goodnight tiene una superficie total de 1.85 km², de la cual 1.81 km² corresponden a tierra firme y (2.52 %) 0.05 km² es agua.

## Demografía
Según el censo de 2010, había 18 personas residiendo en Goodnight. La densidad de población era de 9,72 hab./km². De los 18 habitantes, Goodnight estaba compuesto por el 100 % blancos, el 0% eran afroamericanos, el 0 % eran amerindios, el 0 % eran asiáticos, el 0 % eran isleños del Pacífico, el 0 % eran de otras razas y el 0 % pertenecían a dos o más razas. Del total de la población el 0 % eran hispanos o latinos de cualquier raza.